# Campionati del mondo di atletica leggera 2011 - 1500 metri piani femminili
La gara dei 1500 metri piani femminili dei Campionati del mondo di atletica leggera 2011 si è svolta tra domenica 28 agosto, giorno dedicato alle batterie, e giovedì 1º settembre, data della finale.

## Podio
| Pos.    | Atleta            | Nazione     | Tempo   |
| ------- | ----------------- | ----------- | ------- |
| Oro     | Jennifer Simpson  | Stati Uniti | 4'05"40 |
| Argento | Hannah England    | Regno Unito | 4'05"68 |
| Bronzo  | Natalia Rodríguez | Spagna      | 4'05"87 |

## Situazione pre-gara

### Record
Prima di questa competizione, il record del mondo e il record dei campionati erano i seguenti.
| Record                | Prestazione | Atleta                   | Data                                | Competizione  |
| --------------------- | ----------- | ------------------------ | ----------------------------------- | ------------- |
| Record mondiale       | 3'50"46     | Qu Yunxia Cina           | 11 settembre 1993 Pechino, Cina     |               |
| Record dei campionati | 3'58"52     | Tat'jana Tomašova Russia | 31 agosto 2003 Saint-Denis, Francia | Mondiali 2003 |

### Campioni in carica
I campioni in carica, a livello mondiale e continentale, erano:
| Campionessa | Atleta                     | Prestazione | Data                              | Competizione         |
| ----------- | -------------------------- | ----------- | --------------------------------- | -------------------- |
| Olimpica    | Nancy Langat Kenya         | 4'00"23     | 23 agosto 2008 Pechino, Cina      | Giochi olimpici 2008 |
| Mondiale    | Maryam Yusuf Jamal Bahrein | 4'03"74     | 23 agosto 2009 Berlino, Germania  | Mondiali 2009        |
| Europea     | Nuria Fernández Spagna     | 4'00"20     | 1º agosto 2010 Barcellona, Spagna | Europei 2010         |

### La stagione
Prima di questa gara, gli atleti con le migliori tre prestazioni dell'anno erano:
| Pos. | Atleta                     | Prestazione | Data                                |
| ---- | -------------------------- | ----------- | ----------------------------------- |
| 1    | Maryam Yusuf Jamal Bahrein | 4'00"33     | 29 maggio 2011 Hengelo, Paesi Bassi |
| 2    | Kalkidan Gezahegne Etiopia | 4'00"97     | 29 maggio 2011 Hengelo, Paesi Bassi |
| 3    | Ekaterina Gorbunova Russia | 4'01"02     | 22 luglio 2011 Barcellona, Spagna   |

## Risultati

### Batterie
Si qualificano in semifinale le prime 6 atlete di ogni batteria (Q) e i successivi 6 migliori tempi (q).
| Pos. | Batt. | Atleta                 | Nazione       | Tempo   | Note                                     |
| ---- | ----- | ---------------------- | ------------- | ------- | ---------------------------------------- |
| 1    | 3     | Maryam Yusuf Jamal     | Bahrein       | 4'07"04 | Q                                        |
| 2    | 3     | Nuria Fernández        | Spagna        | 4'07"29 | Q                                        |
| 3    | 3     | Morgan Uceny           | Stati Uniti   | 4'07"43 | Q                                        |
| 4    | 3     | Hellen Obiri           | Kenya         | 4'07"59 | Q                                        |
| 5    | 3     | Ekaterina Martynova    | Russia        | 4'07"76 | Q                                        |
| 6    | 3     | Gelete Burka           | Etiopia       | 4'07"91 | Q                                        |
| 7    | 3     | Aslı Çakır Alptekin    | Turchia       | 4'08"05 | q                                        |
| 8    | 3     | Ingvill Måkestad Bovim | Norvegia      | 4'08"26 | q                                        |
| 9    | 3     | Kaila McKnight         | Australia     | 4'08"74 | q                                        |
| 10   | 3     | Renata Pliś            | Polonia       | 4'08"83 | q                                        |
| 11   | 3     | Hanna Miščenko         | Ucraina       | 4'09"02 | q                                        |
| 12   | 2     | Tuğba Karakaya         | Turchia       | 4'10"38 | Q                                        |
| 13   | 2     | Btissam Lakhouad       | Marocco       | 4'10"71 | Q                                        |
| 14   | 2     | Viola Kibiwot          | Kenya         | 4'10"74 | Q                                        |
| 15   | 2     | Natalia Rodríguez      | Spagna        | 4'10"76 | Q                                        |
| 16   | 2     | Jennifer Simpson       | Stati Uniti   | 4'10"84 | Q                                        |
| 17   | 2     | Natalija Tobias        | Ucraina       | dq      | Q                                        |
| 18   | 2     | Olesya Syreva          | Russia        | 4'11"24 | q                                        |
| 19   | 2     | Natallia Kareiva       | Bielorussia   | 4'12"03 |                                          |
| 20   | 2     | Genzeb Shumi           | Bahrein       | 4'12"32 |                                          |
| 21   | 2     | Meskerem Assefa        | Etiopia       | 4'12"43 |                                          |
| 22   | 2     | Lisa Dobriskey         | Regno Unito   | 4'12"70 |                                          |
| 23   | 1     | Hannah England         | Regno Unito   | 4'13"45 | Q                                        |
| 24   | 1     | Mimi Belete            | Bahrein       | 4'13"50 | Q                                        |
| 25   | 1     | Siham Hilali           | Marocco       | 4'13"59 | Q                                        |
| 26   | 1     | Natalya Yevdokimova    | Russia        | 4'14"36 | Q                                        |
| 27   | 1     | Nancy Langat           | Kenya         | 4'14"37 | Q                                        |
| 28   | 1     | Shannon Rowbury        | Stati Uniti   | 4'14"43 | Q                                        |
| 29   | 1     | Kalkidan Gezahegne     | Etiopia       | 4'14"45 | q                                        |
| 30   | 1     | Isabel Macías          | Spagna        | 4'14"75 |                                          |
| 31   | 3     | Malika Akkaoui         | Marocco       | 4'14"79 |                                          |
| 32   | 1     | Anzhela Shevchenko     | Ucraina       | 4'16"22 |                                          |
| 33   | 2     | Gladys Landaverde      | El Salvador   | 4'28"50 | Miglior prestazione personale stagionale |
| 34   | 1     | Tandiwe Nyathi         | Zimbabwe      | 4'32"79 | Miglior prestazione personale            |
| 35   | 1     | Nikki Hamblin          | Nuova Zelanda | 4'36"70 |                                          |

### Semifinali
Si qualificano alla finale le prime 5 atlete di ogni semifinale (Q) e i due successivi migliori tempi (q).
| Pos. | Batt. | Atleta                 | Nazione     | Tempo   | Note |
| ---- | ----- | ---------------------- | ----------- | ------- | ---- |
| 1    | 2     | Natalia Rodríguez      | Spagna      | 4'07"88 | Q    |
| 2    | 2     | Jennifer Simpson       | Stati Uniti | 4'07"90 | Q    |
| 3    | 2     | Natalija Tobias        | Ucraina     | dq      | Q    |
| 4    | 2     | Ingvill Måkestad Bovim | Norvegia    | 4'08"03 | Q    |
| 5    | 2     | Btissam Lakhouad       | Marocco     | 4'08"10 | Q    |
| 6    | 2     | Hannah England         | Regno Unito | 4'08"31 | q    |
| 7    | 2     | Mimi Belete            | Bahrein     | 4'08"42 | q    |
| 8    | 1     | Tuğba Karakaya         | Turchia     | 4'08"58 | Q    |
| 9    | 2     | Viola Kibiwot          | Kenya       | 4'08"64 |      |
| 10   | 2     | Ekaterina Martynova    | Russia      | 4'08"67 |      |
| 11   | 1     | Hellen Obiri           | Kenya       | 4'08"93 | Q    |
| 12   | 1     | Maryam Yusuf Jamal     | Bahrein     | 4'08"96 | Q    |
| 13   | 1     | Kalkidan Gezahegne     | Etiopia     | 4'08"96 | Q    |
| 14   | 1     | Morgan Uceny           | Stati Uniti | 4'09"03 | Q    |
| 15   | 1     | Nuria Fernández        | Spagna      | 4'09"53 |      |
| 16   | 1     | Siham Hilali           | Marocco     | 4'09"64 |      |
| 17   | 1     | Hanna Miščenko         | Ucraina     | 4'09"78 |      |
| 18   | 1     | Olesya Syreva          | Russia      | 4'09"83 |      |
| 19   | 1     | Kaila McKnight         | Australia   | 4'10"83 |      |
| 20   | 1     | Renata Pliś            | Polonia     | 4'11"12 |      |
| 21   | 1     | Shannon Rowbury        | Stati Uniti | 4'11"49 |      |
| 22   | 2     | Aslı Çakır Alptekin    | Turchia     | 4'11"51 |      |
| 23   | 1     | Natalya Yevdokimova    | Russia      | 4'11"70 |      |
| 24   | 2     | Nancy Langat           | Kenya       | 4'12"92 |      |
|      | 2     | Gelete Burka           | Etiopia     | dnf     |      |

### Finale
| Pos.    | Atleta                 | Nazione     | Tempo   | Note  |
| ------- | ---------------------- | ----------- | ------- | ----- |
| Oro     | Jennifer Simpson       | Stati Uniti | 4'05"40 |       |
| Argento | Hannah England         | Regno Unito | 4'05"68 |       |
| Bronzo  | Natalia Rodríguez      | Spagna      | 4'05"87 |       |
| 4       | Btissam Lakhouad       | Marocco     | 4'06"18 |       |
| 5       | Kalkidan Gezahegne     | Etiopia     | 4'06"42 |       |
| 6       | Ingvill Måkestad Bovim | Norvegia    | 4'06"85 |       |
| 7       | Mimi Belete            | Bahrein     | 4'07"60 |       |
| 8       | Tuğba Karakaya         | Turchia     | 4'08"14 |       |
| 9       | Morgan Uceny           | Stati Uniti | 4'19"71 |       |
| 10      | Hellen Obiri           | Kenya       | 4'20"23 |       |
| 11      | Maryam Yusuf Jamal     | Bahrein     | 4'22"67 |       |
|         | Natalija Tobias        | Ucraina     | dq      | [ 1 ] |